# Дніпровсько-Донецька западина
Дніпро́всько-Доне́цька запа́дина (ДДЗ) — геоструктурний елемент, складова частина Сарматсько-Туранського лінеаменту, один з великих від'ємних тектонічних елементів Східноєвропейської платформи.
Рифт, простягається зі сходу на захід у Сарматському кратоні, який розвивався та був найактивнішим у палеозої. Розлом простягається від Каспійської западини в Росії до північної України, проходячи повз Донбас. Рифт відокремлює Воронезький масив на півночі від Українського щита на півдні.
Дніпровсько-Донецький палеорифт був місцем девонської магматичної активності, яка почалася у пізньому франі та досягла піку у фамені, спричиненому мантійним плюмом. Тектоніка розтягування також була найактивнішою у фамені.
Висловлювалися припущення, що Дніпровсько-Донецький палеорифт пов'язаний з одночасною Кольською лужною провінцією.

## Назва
У геологічній літературі цей геоструктурний елемент іменується по-різному: Прогином Великого Донбасу, Доно-Дніпровським прогином, Прип'ятсько-Дніпровсько-Донецьким складним грабеном, Дніпровсько-Донецьким авлакогеном (ДДА). Остання назва є найуживанішою і розкриває генетичний і класифікаційний аспект геоструктури. При цьому варто враховувати і правомірність розуміння цієї назви як синонім Прип'ятсько-Дніпровсько-Донецької системи авлакогенних басейнів чи палеорифтів.

## Історія вивчення
Дніпровсько-Донецьку западину вперше виділив А. Д. Архангельський у 1932 році за структурними особливостями покрівлі сеноманських відкладів.
Станом на 2017 р. евристичні методи (генетичні алгоритми, аналітичні мережі, інтеграція даних аерокосмічних та наземних досліджень) дозволяють оцінювати нафтогазоперспективність ділянок для наступних пошукових робіт.

## Геологічна будова
ДДЗ — геологічна структура у південній частині Східно-Європейської платформи, на території Білорусі й України. Є ступінчастим зниженням докембрійського фундаменту типу ровоподібного прогину — авлакогену. Головним елементом западини є центральний грабен, заповнений товщею інтенсивно дислокованих осадово-вулканогенних відкладів девонського й осадових відкладів кам'яновугільного й пермського періодів, поперечними блоками розчленованих на блоки. На периферійних ділянках (бортах) западини фундамент поступово занурюється. Він перекритий карбоновими, мезозойськими й кайнозойськими осадовими відкладами. Потужність відкладів у межах бортів 500–3500 м, у грабені — до 18 000 м. У геоморфологічному відношенні цій западині відповідають Придніпровська низовина й частина Поліської низовини.
Дніпровсько-Донецький авлакоген має грабеноподібну будову у нижній частині, форму коритоподібної западини — у середній і пологої синеклізи (мульди) — у верхній. Складовим елементам верхньої і нижньої частин геоструктури присвоєно власні назви: Українська мульда (синекліза) і Дніпровський, або Придніпровський грабен. Загальна протяжність структури — 400 км, ширина — від 50–70 на північному заході до 130–150 км на південному сході. Архейські метаморфічні породи кристалічного фундаменту занурені в північно-західній частині ДДЗ на глибину 5–10 км, а на південному сході — до 15–17 км. Крайові розломи Придніпровського грабену нахилені під кутом падіння 40–50°, іноді до 75–80°; максимальна амплітуда по зміщувачу становить близько 5 км. Ці розломи отримали назву на честь їх першовідкривача — відомого геолога Карпінського. Їх також називають за географічною прив'язкою — Барановицько-Астраханським (північний) і Прип'ятсько-Маницьким (південний) розломами. Відклади чохла, починаючи з верхів візейського ярусу і включаючи майже весь мезозой, виходять за межі крайових розломів, утворюючи власне Дніпровсько-Донецьку западину. Верхньокрейдові і кайнозойські відклади залягають в іншому структурному плані і утворюють синеклізу.
З півночі авлакоген відокремлений від Воронезької антеклізи Барановицько-Астраханським розломом, а з півдня — від Українського щита — Прип'ятсько-Маницьким розломом. Північно-західною межею регіону є Чернігівський виступ, що розмежовує Дніпровсько-Донецьку та Прип'ятську западини, а південно-східною — область відкритого складчастого Донбасу. На північному заході знаходиться Брагинсько-Лоєвська сідловина.

## Корисні копалини
Основними корисними копалинами ДДЗ є нафта, газ, вугілля і кам'яна сіль. Перші дві пов'язані з мезо-кайнозойськими породними комплексами, вугілля є прерогативою кам'яновугільних розрізів, а кам'яна сіль — пермських. Найбільші родовища з видобутку нафти: Яблунівське, Гнідинцівське, Качанівське. З видобутку газу: Шебелинське, Руденківське. Видобуток ресурсів у цьому районі відбувається дуже давно, що призводить до виснаження родовищ.
Крім того, Дніпровсько-Донецька западина може розглядатися як перспективний район з геотермальними ресурсами. Техніко-економічний аналіз показав, що на базі нафтових та газових свердловин ДДЗ можна побудувати геотермальні електростанції з глибиною буріння або розкриття свердловин до 3–4,5 км. На таких глибинах 90 % теплового потенціалу геотермальних вод у продуктивних нафтогазоносних горизонтах карбонових родовищ не перевищує 108 °С. У цьому випадку заміна органічного палива та електроенергії теплом геотермальних вод та гірських порід набагато вигідніше для забезпечення теплом та опаленням (у 3–5 разів). Дві свердловини з глибини карбонових родовищ можуть забезпечити 0,4–4,5 МВт теплової енергії.